# 藤原徹平
藤原 徹平（ふじわら てっぺい、1975年〈昭和50年〉9月20日 - ）は、神奈川県横浜市出身の日本の建築家（一級建築士）、教育者、都市デザイナー、アートプロジェクトマネージャー。
横浜国立大学大学院 Y-GSA准教授。フジワラテッペイアーキテクツラボ主宰。一般社団法人ドリフターズインターナショナル理事。宇部ビエンナーレ運営委員、展示委員。

## 略歴
横浜出身。本牧で育つ。1994年、聖光学院高等学校卒業。1998年、横浜国立大学卒業。2001年、横浜国立大学大学院修士課程修了。
2001年～2012年、隈研吾建築都市設計事務所勤務（最終的な役職はパートナー・設計室長）。
2009年、フジワラテッペイアーキテクツラボ設立。
2010年、NPO法人ドリフターズインターナショナルを金森香、中村茜と共同設立、のちに一般社団法人に改組。
2012年、横浜国立大学大学院 Y-GSA准教授就任。株式会社フジワラテッペイアーキテクツラボ設立。

## 建築作品

### フジワラテッペイアーキテクツラボでの主な作品

#### 2010年代
2011年
- 等々力の二重円環（住宅）

2015年
- A-school（医療系専修学校）
- 深谷中央病院改修プロジェクト（病院）

2016年
- 代々木テラス（集合住宅）
- 稲村の森の家（住宅）

2017年
- リボーン・アート・ダイニング（レストラン）
- はまさいさい（食堂）

2019年
- 那須塩原市まちなか交流センター「くるる」（交流センター）
- クルックフィールズ　第一期マスタープラン・ランドスケープ
- クルックフィールズ（ダイニング、シフォン、シャルキュトリ、職員宿舎）

#### 2020年代
2021年（令和3年）
- 泉大津市立図書館「シープラ」（図書館）
- パビリオントウキョウ　ストリート・ガーデン・シアター（パビリオン）

2022年（令和4年）
- 東郷記念館再生プロジェクト
- チドリテラス（集合住宅）

2023年（令和5年）
- 川崎市立岡本美術館サイン改修（美術館）

### 隈研吾建築都市設計事務所時代の主な担当作品
- 安養寺木造阿弥陀如来坐像収蔵施設（設計）
- ONE表参道（設計、監理）
- JR渋谷駅改修（設計、監理）
- LVMH大阪（コンペ）
- 朝日放送新社屋（設計、監理）
- 東都医療大学（設計、監理）
- 川棚の杜　下関市川棚温泉交流センター（設計、監理）
- 戸畑C街区開発事業　戸畑区役所ほか（設計、監理）
- ティファニー銀座（設計、監理）
- 三里屯SOHO（設計、監理）
- スターバックスコーヒー　大宰府天満宮表参道店（設計、監理）
- 長岡市シティホールプラザ　アオーレ長岡（コンペ）
- 浅草文化観光センター（コンペ、設計、監理）
- ブザンソン芸術文化センター（コンペ）
- マルセイユ現代美術センター（コンペ）
- 九州芸文館（コンペ、設計、監理）
- 十和田市民交流プラザ（コンペ、設計、監理）
- 中国美術学院民芸博物館（コンペ、設計、監理）
- ネイバー　Conect ONE（設計、監理）
- アリババグループ　TaoBao city（コンペ、設計、監理）
- 飯山市文化交流館なちゅら（コンペ、設計、監理）
- 富岡市役所新庁舎（コンペ）
- V＆A　ダンディー分館（コンペ、設計）
- 渋谷駅駅街区再開発事業（設計）

## アートプロジェクト、展覧会
- ドリフターズサマースクール2010～13（校長、建築講師）
- 港のスペクタクル2011（実行委員長、会場構成）
- 港のスペクタクル『漂流する映画館／5 windows』（プロデューサー、企画、構想）
- リボーンアートフェスティバル2016（全体会場構成、空間設計）
- リボーンアートフェスティバル2017（全体会場構成、空間設計、アーティスト作品支援） ※作品制作支援　カールステン・ニコライ、Chim↑Pom、JR、小林武史、宮島達男
- リボーンアートフェスティバル2019（網地島会場構成・空間設計、アーティスト作品支援）　※作品制作支援　中沢新一、梅田哲也
- ヨコハマトリエンナーレ2017（横浜美術館、赤レンガ倉庫　会場構成・空間デザイン）
- ワタリウム美術館『クマグスの森　南方熊楠の見た夢』展（2007 会場デザイン）
- ワタリウム美術館『重森三玲　北斗七星の庭』展（2011 会場デザイン）
- ワタリウム美術館『寺山修司　ノック』展（2013 会場デザイン）
- ワタリウム美術館『ルドルフ・シュタイナー　天使の国』展（2014 会場デザイン）
- 東京都美術館『キュッパのびじゅつかん　みつめて、あつめて、しらべて、ならべて』展（2015 会場デザイン）
- 東京都美術館『BENTO おべんとう展 食べる 集う つながる デザイン』展（2018 会場デザイン）
- 川崎市岡本太郎美術館『岡本太郎×建築』展（2017 会場デザイン）
- 川崎市岡本太郎美術館『岡本太郎の写真　採集と思考のはざまに』展（2018 企画協力、会場デザイン）
- 川崎市立岡本太郎美術館『戦後デザイン運動の原点』展（2021 会場デザイン）
- パビリオン・トウキョウ2021（企画協力）
- パビリオン・トウキョウ2021　会田誠パビリオン　草間彌生パビリオン 作品制作支援
- 都市と芸術の応答体（RAU）2020〜2023ディレクター（平倉圭、三宅唱と協働）文化庁「大学における文化芸術推進事業」
- 第3回日本財団みらいの福祉施設建築プロジェクト（審査委員）[3]

## 受賞歴
- 2013年 東京都建築士会 住宅建築賞（等々力の二重円環）[4]
- 2015年 日本建築学会作品選集新人賞（等々力の二重円環）[5]
- 2017年 日本建築士会連合会賞 奨励賞（代々木テラス）[6]
- 2018年 横浜文化賞 文化芸術奨励賞[7]
- 2018年 東京都建築士会 住宅建築賞（稲村の森の家）[8]
- 2023年 東京建築賞 共同住宅部門 最優秀賞（チドリテラス）[9]

## 著書

### 単著
- 『7inchProject〈#01〉』藤原徹平(著), team7iP (編集)、ニューハウス出版、2012年8月1日

### 編集
- 『内田祥哉 窓と建築ゼミナール』内田祥哉(著)、門脇耕三(編集)、藤原徹平(編集)、戸田穣(編集)、窓研究所 (編集)、鹿島出版会、2017年10月5日